# ضمضم بن عمرو
ضمضم بن عمرو الغفاري، هو رجل بعثه أبو سفيان بن حرب إلى قريش يستفزهم إلى نصرة رجالهم وأموالهم عندما علم أن الرسول محمد أرسل بعض رجاله له ولقافلته، فبعثه إلى مكة، وأمره أن يأتي قريشًا فيستنفرهم إلى أموالهم، ويخبرهم أن محمدًا قد عرض لها في أصحابه، فخرج ضمضم بن عمرو سريعًا إلى مكة، فلما وصل إلى قريش استقر ببطن الوادي يصرخ واقفًا على بعيره قد جدع بعيره وحول رحله وشق قيمصه، وهو يقول: «يا معشر قريش، اللطيمة اللطيمة، أموالكم مع أبي سفيان قد عرض لها محمد في أصحابه لا أرى أن تدركوها الغوث الغوث».